# Alvis Saladin
FV601 Saladin – brytyjski sześciokołowy samochód pancerny produkowany przez zakłady Alvis w latach 1958-1972.

## Historia
W styczniu 1946 roku British Army zgłosiła zapotrzebowanie na nowy pojazd, mający zastąpić samochody pancerne AEC i Daimler, używane podczas II wojny światowej. Według wstępnych założeń pojazd miał być uzbrojony w armatę 2-funtową, w lutym 1948 roku zadecydowano jednak o wyposażeniu go w większą armatę kalibru 76 mm. W 1953 roku zbudowane zostały dwa prototypy, oznaczone jako FV601(A). W 1955 roku powstało sześć przedprodukcyjnych egzemplarzy FV601(B), różniących się od wcześniejszych kształtem wieży, urządzeniami optycznymi i włazami. W 1958 roku rozpoczęła się produkcja seryjna pojazdu, który rok później trafił do służby. Do zakończenia produkcji w 1972 roku ukończonych zostało 1177 egzemplarzy.
Po wycofaniu samochodów pancernych Saladin ze służby w armii brytyjskiej ich miejsce zajęły lekkie czołgi FV101 Scorpion.

## Konstrukcja
Samochód pancerny FV601 Saladin podzielony jest na trzy przedziały – kierowania z przodu, bojowy w środku oraz silnikowy z tyłu. Załoga pojazdu składa się z trzech osób – kierowcy, strzelca oraz dowódcy, pełniącego także rolę ładowniczego. Uzbrojenie pojazdu stanowi armata L5 kalibru 76 mm oraz dwa karabiny maszynowe L3A3/L3A4 kalibru 7,62 mm – jeden sprzężony z armatą, drugi zamocowany przy włazie dowódcy.